# Nichtbinäre Geschlechtsidentität
Nichtbinäre Geschlechtsidentität, kurz nichtbinär oder non-binär (englisch nonbinary, kurz enby), ist eine Sammelbezeichnung für Geschlechtsidentitäten von Menschen, die sich nicht ausschließlich als männlich oder weiblich identifizieren und sich als außerhalb der zweigeteilten, binären Geschlechterordnung verstehen. Aus dem Englischen wurde dafür auch die Bezeichnung genderqueer [ˈdʒɛndɐkwɪə̯] übernommen (queer gender: abweichendes soziales Geschlecht); international wird oft die Bezeichnung gender-nonkonform verwendet (vergleiche Nonkonformismus). Nichtbinäre Geschlechtsidentitäten können auch als transgeschlechtlich verstanden werden.

## Begriffsdiskussion

Pride-Flagge für nichtbinäre Geschlechtsidentität, 2014 entworfen von Kye Rowan:
• gelb = Personen außerhalb der Binarität
• weiß = vielgeschlechtlich
• lila = zwischengeschlechtlich (m ↔ w)
• schwarz = ungeschlechtlich (agender)

Genderqueer Pride-Flagge,
2011 entworfen von Marilyn Roxie:
• lavendel = androgyn, queer (m ↔ w)
• weiß = ungeschlechtlich (agender)
• grün = Personen außerhalb der Binarität

Mit biologischem Geschlecht oder Geschlechtsmerkmalen hat die Nichtbinarität einer Person nichts zu tun, auch wenn manche intergeschlechtliche Menschen sich als nichtbinär identifizieren. Die geschlechtliche Identität ist zu unterscheiden von der sexuellen Identität: Die romantischen Ausrichtungen und sexuellen Orientierungen von nichtbinären Menschen sind genauso unterschiedlich und vielfältig wie die von „binären“ Personen (cis oder trans Männern und Frauen). Eine nichtbinäre Geschlechtsidentität ist oft nicht am Erscheinungsbild oder am Verhalten der Person abzulesen und muss nicht androgyn sein (männliche und weibliche Eigenschaften vereinend) – nichtbinäre Menschen bringen ihr Identitätsgefühl in verschiedenen Weisen zum Ausdruck (vergleiche Unterschiede zwischen Geschlechtshabitus und Geschlechtsrolle).
Die Ausprägung genderfluid (von fluid „fließend“) bewegt sich zwischen den Geschlechtern männlich–weiblich (oder weiteren), teils in wechselnder Ausformung oder veränderlich. Eine bigender Identität vereint Elemente von zwei Geschlechtern, pangender schließt alle Geschlechter ein. Daneben gibt es Personen, die sich (zeitweise) gar keinem Geschlecht zugehörig fühlen und sich als agender („ungeschlechtlich“) oder neutral definieren. Darüber hinaus gibt es weitere Selbstbezeichnungen zur Beschreibung der eigenen Identität. Als nichtbinär verstehen sich auch Personen, die sich einem dritten Geschlecht zuordnen (vergleiche die rechtliche Geschlechtsoption „divers“) oder einer gänzlich anderen Geschlechtsvorstellung (vergleiche X-gender, Postgender). Als nichtbinär bezeichnen sich auch Personen, die ihre Geschlechtsidentität bewusst nicht genauer benennen und nicht auf eine traditionelle Geschlechterrolle festgelegt werden wollen.
Viele Nichtbinäre bevorzugen geschlechtsneutrale Pronomen (Fürwörter), im englischsprachigen Raum vor allem das singulare they (im Deutschen nicht übersetzbar). Das Konzept der Nichtbinarität entwickelte sich in den 1990er Jahren in den USA (siehe unten) und wird seit 2010 zunehmend öfter in den Medien weltweit behandelt. Im Jahr 2020 ergab eine US-amerikanische Befragung von 50.000 Studierenden einen Anteil von 3,7 % nichtbinären Personen (Details). In Deutschland enthält das Achte Sozialgesetzbuch seit Juni 2021 die Formulierung „transidente, nichtbinäre und intergeschlechtliche junge Menschen“ (§ 9 Abs. 3 SGB VIII) (siehe Entwicklung im deutschsprachigen Raum).

## Nichtbinäre Geschlechtsidentitäten
Nichtbinäre Geschlechtsidentitäten ergeben sich allgemein nicht aus bestimmten Körpermerkmalen, sondern aus dem eigenen Geschlechtsempfinden einer Person, schreibt das Regenbogenportal des deutschen Familienministeriums 2019. Arn Sauer, Politologe und Mitarbeiter für Gender-Mainstreaming am deutschen Umweltbundesamt, erklärt 2017 zur Einführung seines LSBTIQ-Lexikons der Bundeszentrale für politische Bildung: „Selbstdefinitionen und Selbstbeschreibungen sind immer anzuerkennen, sie sollten nicht in Frage gestellt, sondern als ein weiterer Teil einer sich ausdifferenzierenden, sexuellen und geschlechtlichen Vielfalt begriffen werden. Und damit als Bereicherung!“
 Die Bezeichnung non-binary definierte 2015 das National Center for Transgender Equality (NCTE) bei der Befragung von 28.000 trans Personen in den USA:
„Nicht-binär: Dieser Ausdruck wird von einigen verwendet, um Personen zu beschreiben, deren soziales Geschlecht nicht ausschließlich männlich oder weiblich ist, einschließlich derjenigen, die sich als keinem Geschlecht, oder einem anderen Geschlecht als männlich oder weiblich, oder mehr als einem Geschlecht zugehörig identifizieren.“
“Non-binary: This term is used by some to describe people whose gender is not exclusively male or female, including those who identify as no gender, as a gender other than male or female, or as more than one gender.”
 Das US-Wörterbuch Merriam-Webster’s Dictionary führt die Bezeichnung zusammengeschrieben:
„nichtbinär (Adjektiv) C): bezugnehmend auf eine Person oder diese selbst, welche sich mit einem Geschlecht identifiziert oder dieses ausdrückt, das weder gänzlich männlich noch gänzlich weiblich ist“
“nonbinary (adjective) c): relating to or being a person who identifies with or expresses a gender identity that is neither entirely male nor entirely female”

### gender-nonconforming
Unter der Bezeichnung gender-nonconforming people („geschlechts-nonkonforme Personen“) erfasst die US-Kongressbibliothek seit 2017 die Themen gender-variant, genderqueer, non-binary people als Identifikator (siehe Studie 2018). Bei der weltweiten Befragung des Gender Census von 44.500 Personen im Jahr 2021 wählten 33 % gender non-conforming als Selbstbezeichnung (identity word).
Im Unterschied zu dieser Bedeutung erklärt das Regenbogenportal die Bezeichnung „gender(non)konform“ als Abweichung in Verhalten oder Aussehen von gesellschaftlich vorherrschenden Ideen über ein bestimmtes Geschlecht (Geschlechterrolle).

### Definitionen
Die US-Sozialpsychologen Bosson, Vandello und Buckner definieren 2018 die einzelnen Bezeichnungen wie folgt (übersetzt):
- transgender (transgeschlechtlich): Personen, deren psychologische Geschlechtsidentität nicht mit dem ihnen bei der Geburt zugewiesenen Geschlecht übereinstimmt
- genderqueer: Personen, die sich als weder/noch identifizieren, oder als beides oder als Kombination von Mann und Frau
- genderfluid: Personen, deren Geschlechtsidentität sich verschiebt oder flexibel verändert, statt anhaltend gleich zu bleiben
- bigender: Personen, die zwischen den Geschlechtsidentitäten Frau und Mann wechseln
- trigender: Personen, die zwischen Frau, Mann und einer dritten Geschlechtsidentität wechseln (siehe pangender)
- agender: Personen, die sich als ungeschlechtlich empfinden

Das Webster’s erklärt diese Varianten von gender identities mit ähnlichem Wortlaut, ebenso das britische Oxford English Dictionary.
Des Weiteren findet sich die Bezeichnung demigender („halbgeschlechtlich“) sowie in Deutschland als alternativer Vorschlag die Bezeichnung abinär anstelle von nichtbinär (weil das eine Negation ist).
 Zur Bezeichnung androgyn (Androgynie) schreibt das LSBTIQ-Lexikon der Bundeszentrale für politische Bildung 2017:

„Entsprechend seiner griechischen Wurzeln (andros für „Mann“ und gyne für „Frau“) beschreibt das Wort androgyn das Zusammenfallen von männlichen und weiblichen Attributen.

Es kann sowohl eine Geschlechtsidentität mit einer Kombination aus weiblichen und männlichen Eigenschaften ausdrücken, als sich auch einfach auf das Äußere, die Kleidung, das Auftreten einer Person beziehen. In der Umgangssprache wird mit Androgynität meist geschlechtliche Uneindeutigkeit bezeichnet.“

### transgeschlechtlich
Als transgeschlechtlich werden Personen bezeichnet, deren Geschlechtsidentität nicht oder nicht vollständig mit dem bei der Geburt zugewiesenen Geschlecht übereinstimmt.
Transgeschlechtlich und die englische Entsprechung transgender sind Oberbegriffe (umbrella term), die sowohl Personen mit binärem Geschlecht (trans Männer und trans Frauen) als auch Personen mit nichtbinärer Geschlechtsidentität umfassen, da bei diesem Personenkreis ebenfalls die Geschlechtsidentität von dem bei der Geburt zugewiesenen Geschlecht abweichen kann. Teilweise wird die Bezeichnung als transgeschlechtlich abgelehnt, da dieser Begriff eine Binarität der Geschlechter betone bzw. voraussetze. Die Varianten trans* und inter* schließen durch das Gendersternchen nichtbinäre Geschlechtsidentitäten ausdrücklich ein. Das Gegenteil von transgeschlechtlich ist cisgeschlechtlich als Eigenschaft von Geschlechtsidentitäten, sich in Übereinstimmung zu dem Geburtsgeschlecht zu befinden (beispielsweise die weibliche Identität einer als Frau geborenen Person oder die männliche einer als Mann geborenen Person).
Bei der US-Erhebung 2015 beschrieben sich 35 % der rund 28.000 Transpersonen als non-binary/genderqueer, 82 % hatten keine Einwände gegen die Beschreibung als „transgender“. Der Gender Census 2021 ergab unter 44.500 Befragten bei 29 % die Eigenbezeichnung transgender, bei 34 % trans und bei 13 % trans* (mit Sternchen).
Von transgender und transgeschlechtlich unterscheidet sich „transsexuell“ als ältere Bezeichnung für transidente Personen, die binär von Frau zu Mann oder von Mann zu Frau wechseln. In offiziellen deutschsprachigen Texten setzt sich zunehmend die übergeordnete Bezeichnung transgeschlechtlich durch, entsprechend intergeschlechtlich für den von der Bundeszentrale für politische Bildung genutzten Begriff „intersexuell“.

### genderqueer
Nach der Definition des LSBTIQ-Lexikons 2017: „Gender-queer zu sein bedeutet Geschlecht als Kategorie zu hinterfragen und/oder sich weder (bzw. nicht immer ganz) weiblich noch (bzw. nicht immer ganz) männlich zu fühlen.“ Mit der Bezeichnung genderqueer oder gender-queer drücken Nichtbinäre aus, dass sie „queer zu den Geschlechtern“ liegen und sich nicht als Mann oder Frau einordnen lassen wollen.
Von den Befragten des Gender Census 2021 gaben 27 % der Befragten die Selbstbezeichnung genderqueer an.
 Die Bezeichnung „queer“ hat eine Bedeutungserweiterung erfahren: War sie ursprünglich auf die homosexuelle Orientierung bezogen, wird sie aktuell als „Querliegen“ zu zweigeschlechtlichen Ordnungsvorstellungen und zur Heteronormativität verstanden.

### genderfluid
Nach Bosson, Vandello und Buckner umfassen genderfluide Personen solche, „deren Geschlechtsidentität sich verschiebt oder flexibel verändert, statt anhaltend gleich zu bleiben.“ Das LSBTIQ-Lexikon schreibt: „Mit dem englischen ‚Gender-fluid‘ Konzept werden ‚flüssige‘, ‚liquide‘ Geschlechtsidentitäten beschrieben, die sich in Bewegung befinden und sich manchmal, oft oder sehr oft ändern können.“ Bezuggenommen wird dabei auf den Sexualwissenschaftler Volkmar Sigusch, der dahingehend 2015 den Begriff Liquid Gender definierte (von lateinisch liquidus „flüssig“).
Genderfluide Personen ziehen es vor, ihre Geschlechtsidentität anhaltend veränderbar zu halten („fließend“), statt sich auf ein Geschlecht festzulegen. Dabei können sie sich zwischen verschiedenen Geschlechtern bewegen oder mehrere Geschlechter gleichzeitig zum Ausdruck bringen.
Bei der US-Umfrage 2015 beschrieben sich 20 % der befragten Transpersonen als (gender) fluid. Im Gender Census 2021 benutzten 23 % der Befragten die Eigenbezeichnung genderfluid oder fluid gender und 7 % genderflux.

### bigender
Bosson, Vandello und Buckner definieren bigender („beidgeschlechtlich“) als den Wechsel zwischen den Geschlechtsidentitäten Frau und Mann. Im LSBTIQ-Lexikon ist dieser Begriff nicht enthalten. Das Queer-Lexikon definiert den Begriff abweichend als Personen, die sich abwechselnd oder gleichzeitig mit zwei Geschlechtern identifizieren oder Elemente beider in sich vereinen. Dabei muss es sich nicht unbedingt um das männliche und weibliche Geschlecht handeln.
Im Gender Census 2021 gaben 4 % die Eigenbezeichnung bigender an.
Von der Geschlechtsidentität bigender unterscheidet sich bisexuell als sexuelle Orientierung von Personen, deren sexuelles Verlangen auf mehr als ein Geschlecht bzw. auf das eigene und ein anderes Geschlecht gerichtet ist.

### pangender
Als pangender („allgeschlechtlich“) verstehen sich Personen, die sich mehreren oder allen Geschlechtern irgendwie zugehörig fühlen, ohne dabei auf eines festgelegt zu sein. Hierfür findet sich stellenweise die Bezeichnungen polygender, beispielsweise im LSBTIQ-Lexikon der Bundeszentrale für politische Bildung 2017: „Polygender beschreibt Menschen, die viele Geschlechtsidentitäten in sich vereinen. Diese geschlechtliche Vielfalt in einer Person kann männlich, weiblich, zwischengeschlechtlich sein oder andere Geschlechter umfassen. Die einzelnen Geschlechtsidentitäten können gleichzeit[i]g oder zeitversetzt, abwechselnd von der betreffenden Person empfunden werden.“
Ein US-amerikanisches Fachbuch zur sozialen Arbeit mit LGBT-Personen erklärt 2017 neben polygender zusätzlich omnigender als gleichbedeutend zu pangender: „Omnigender, Adjektiv, beschreibt eine Person, deren Geschlechtsidentität mehrfache Geschlechtsidentitäten, -ausdrücke und -repräsentationen widerspiegelt“ (Omnigender, adjective: describing a person whose gender identity reflects multiple gender identities, expressions, and presentations).
Beim Gender Census 2020 gaben nur 0,2 % pangender ein; 2021 wird diese Bezeichnung nicht mehr erfasst (auch nicht polygender oder omnigender).
Von der Geschlechtsidentität pangender unterscheidet sich pansexuell als sexuelle Orientierung von Personen, die andere unabhängig von ihrem Geschlecht oder ihrer Geschlechtsidentität lieben beziehungsweise dem Geschlecht keine Bedeutung beimessen (auch „polysexuell, omnisexuell“ genannt).

### trigender
Trigender („dreigeschlechtlich“) geht über bigender (zweigeschlechtlich) hinaus und schließt eine weitere geschlechtliche Variation oder Elemente davon ein; die dritte kann eine Mischform aus Mann/Frau sein oder ganz außerhalb der Zweigeschlechtlichkeit liegen, oder auch das (zeitweilige) Gefühl sein, sich keinem Geschlecht zugehörig zu fühlen.
Die US-amerikanischen Definitionen von 2018 erklären: „trigender: Personen, die zwischen Frau, Mann und einer dritten Geschlechtsidentität wechseln“. In dem sozialpsychologischen Fachbuch steht dies für „mehrgeschlechtlich“ im Allgemeinen, denn die Bezeichnungen pangender, polygender oder omnigender werden nicht aufgeführt.
Beim Gender Census 2020 gaben nur 0,1 % trigender als Eigenbezeichnung ein; 2021 wird sie nicht mehr gelistet.

### agender
Agender wird als „ungeschlechtlich“ oder „geschlechtslos“ definiert. Als agender, gender-neutral, neuter oder neutrois bezeichnen sich Personen, die sich mit keinem Geschlecht identifizieren oder gar keine Geschlechtsidentität haben (wollen).
Von der Geschlechtsidentität agender unterscheidet sich asexuell als sexuelle Orientierung von Personen, die keine sexuelle Anziehung gegenüber anderen verspüren oder kein Interesse an Sex oder Verlangen danach haben.

### demigender
Als demigender („halbgeschlechtlich“) bezeichnen sich Personen, die sich teilweise oder hauptsächlich mit einem Geschlecht identifizieren, gleichzeitig aber auch mit einem anderen. Diese Gruppe schließt Untergruppen ein, so sieht sich eine Demifrau (demigirl) nur teilweise als Frau (unabhängig vom Geburtsgeschlecht), während andere Teile ihrer Identität anderen Geschlechtern zugehören oder auch genderfluid oder agender sein können; in spiegelbildlicher Form tut das ein Demimann (demiboy).
Im Gender Census 2021 bezeichnen sich 6 % der Befragten sich als demigender, 7 % als demiboy und 9 % als demigirl.
Von der Geschlechtsidentität demigender unterscheidet sich demisexuell als sexuelle Orientierung von Personen, bei denen erotische Anziehung erst als Folge einer starken emotionalen Bindung entsteht.

### abinär
Die alternative Bezeichnung abinäre Menschen schlägt Ende 2020 die Studie Geschlechterdiversität in Beschäftigung und Beruf vor, die von der deutschen Antidiskriminierungsstelle des Bundes in Auftrag gegeben wurde:
„Manche identifizieren sich mit einem binären Geschlecht als weiblich oder männlich, andere als weder weiblich noch männlich, als abinär oder jenseits des binären Geschlechtermodells. Mit dem Begriff abinäre Menschen bezeichnen wir Personen, die sich nicht oder nicht nur als Frauen* oder Männer* beziehungsweise nicht (nur) weiblich oder männlich identifizieren. Verbreitet ist auch die Selbstbezeichnung nichtbinär, die aber in der Wortbildung durch das Präfix ‚nicht-‘ die Abweichung von einer binären Norm als Moment des Fehlens oder Mangels zentriert, weswegen wir die positive Selbstbezeichnung abinär nutzen.“
Bereits 2018 hatte das Queere Netzwerk Niedersachsen die Bezeichnung in seiner Handreichung Abinäre Personen in der Beratung empfohlen (gefördert vom Niedersächsischen Ministerium für Soziales, Gesundheit und Gleichstellung).

### Selbstbezeichnungen

#### Deutschsprachiger Raum
2014 nutzte die Organisation TransInterQueer die Bezeichnung „nicht-binär“ in ihrer Broschüre Trans* in den Medien bezüglich der Verwechslung von sexuellen Orientierungen mit „geschlechtlicher Identität (Frau, Mann, trans*, nicht-binär, gendervariant, zwischengeschlechtlich u. a., mit der zugehörigen Frage: ‚Welches Geschlecht habe ich / hat jemand?‘)“.
2015 erwähnten erste Begleitmaterialien zur deutschen Interministeriellen Arbeitsgruppe Inter- & Transsexualität (IMAG) an zwei Stellen:
- „nicht binär normative Geschlechtsidentitäten und Körperlichkeiten“[35]
- „Menschen, die als weder*noch*, (gender-)queer, non-gender/nicht-geschlechtlich u. Ä. jenseits der Geschlechterpolarität leben“[36]

Forschungsergebnisse und Erkenntnisse aus der IMAG wurden 2017 vom Bundesfamilienministerium veröffentlicht; an drei Stellen findet sich „non-binary“, „nicht binär lebende Menschen“ und „non-binäre Personen“.
2015 führte ein Eintrag im Queer-Lexikon des Berliner Tagesspiegel unter dem Titel Transgender auch Personen auf, „die sich weder als Mann noch als Frau verstehen wollen (‚nicht binär‘, ‚genderqueer‘).“
2016 veröffentlichte Hengameh Yaghoobifarah auf Zeit Online ein kleines Glossar zu LGBT-Bezeichnungen, darunter auch:
- „Nicht-binär: Nicht-binäre Genderidentitäten können total unterschiedlich sein. Agender (geschlechterlos), genderqueer, femme, demigirl, demiboy, die Liste ist endlos lang. Sie haben jedoch alle miteinander gemeinsam, dass sie sich der (binären) Zweiteilung in Mann oder Frau verweigern.“[29]

Zwei Jahre später ergänzte Yaghoobifarah: „Ich bin non-binary oder auf Deutsch: nicht-binär. Das ist ein Schirmbegriff für sehr viele unterschiedliche Gender […] In Deutschland ist der Diskurs noch nicht so weit, aber es wird.“
2017 erklärte ein Glossar-Eintrag im Missy Magazine:
- „Nicht-binär ist sowohl ein Sammelbegriff als auch eine Bezeichnung für eine eigenständige Identität. […] Nicht-binäre Menschen können trans oder cis, inter oder dyadisch sein. Sie können weiblich, männlich, beides, weder-noch, vieles, mehreres, femme, agender, neutrois oder etwas ganz anderes sein. […] Sie können unterschiedliche, neue oder alte, mehrere, wechselnde oder keine Pronomen benutzen. […] Ähnlich wie trans und queer ist nicht-binär eine Selbstbezeichnung.“[3]

#### Internationale Befragungen
Anfang 2020 führten die US-amerikanischen studentischen Gesundheitsorganisationen American College Health Association (ACHC) und National College Health Assessment (NCHA) ihre halbjährliche Online-Umfrage durch und erhielten 50.300 ausgefüllte Fragebögen (14 % Rücklaufquote). Auf die Frage „Welches Geschlecht wurde dir bei Geburt zugewiesen?“ antworteten 68,4 % „weiblich“, 31,6 % „männlich“ und 19 Personen (0,04 %) „intergeschlechtlich“. Die Frage „Identifizierst du dich als transgender?“ bejahten 1055 der Studierenden (2,1 %), darunter 1046 der insgesamt 1844 Nichtbinären (56,8 %). Die dritte Frage zum Thema „Gender“ aus dem umfangreichen Fragenkatalog lautete: „Welche Bezeichnung nutzt du zur Beschreibung deiner Geschlechtsidentität?“
| Bezeichnung              | Anzahl | %      | Nichtbinäre   | %      |
| ------------------------ | ------ | ------ | ------------- | ------ |
| Frau / weiblich          | 33.113 | 66,3 % | 284           | 15,4 % |
| trans Frau               | 00.047 | 00,1 % | 047           | 02,5 % |
| Mann / männlich          | 15.517 | 31,1 % | 230           | 12,5 % |
| trans Mann               | 00.114 | 00,2 % | 113           | 06,1 % |
| nichtbinär               | 00.588 | 01,2 % | 584           | 31,7 % |
| genderqueer              | 00.157 | 00,3 % | 155           | 08,4 % |
| genderfluid              | 00.155 | 00,3 % | 154           | 08,4 % |
| agender                  | 00.079 | 00,2 % | 079           | 04,3 % |
| intergeschlechtlich      | 00.007 | 00,0 % | 006           | 00,3 % |
| Identität nicht gelistet | 00.195 | 00,4 % | 192           | 10,4 % |
| Befragte Studierende:    | 49.972 | 100 %  | 1.844 (3,7 %) | 100 %  |

 Anfang 2021 wertete der jährliche Gender Census des Initiators Cassian Lodge (aus Wales) rund 44.500 Online-Fragebögen von nichtbinären Personen weltweit aus. Nur 12 % der Antwortenden waren über 30 Jahre alt. Eine der drei Fragen betraf die Identität (übersetzt): „Welche der folgenden englischen Bezeichnungen beschreiben, wie du über dich denkst?“ Nachfolgend die zehn häufigsten Antworten, einschließlich der Ergebnisse seit 2015:
| Bezeichnung                | 2021   | u. 31 J.          | ü. 30 J.          | 2020   | 2019   | 2018   | 2017   | 2016   | 2015   |
| -------------------------- | ------ | ----------------- | ----------------- | ------ | ------ | ------ | ------ | ------ | ------ |
| nonbinary                  | 68,2 % | 69 %              | 63 %              | 66,4 % | 66,6 % | 60,6 % | 65,8 % | 64,6 % | 63,7 % |
| queer (teils oder ganz)    | 48,0 % | 48 %              | 50 %              | 42,9 % | 43,0 % | 02,9 % | 00,3 % |        |        |
| enby                       | 37,0 % | 38 %              | 29 %              | 31,5 % | 31,7 % | 24,5 % | 19,4 % | 15,6 % |        |
| trans                      | 33,5 % | 34 %              | 29 %              | 33,7 % | 36,6 % | 34,8 % | 30,1 % | 34,8 % | 31,1 % |
| gender non-conforming      | 32,9 % | 34 %              | 28 %              | 29,0 % | 26,2 % | 01,1 % |        |        |        |
| transgender                | 29,2 % | 30 %              | 24 %              | 29,0 % | 30,4 % | 27,9 % | 23,9 % | 30,9 % | 26,5 % |
| genderqueer                | 27,1 % | 26 %              | 34 %              | 25,9 % | 28,9 % | 30,8 % | 34,3 % | 40,7 % | 41,2 % |
| genderfluid / fluid gender | 22,6 % | 22 %              | 24 %              | 21,4 % | 21,0 % | 24,6 % | 27,9 % | 30,8 % | 31,2 % |
| agender                    | 22,3 % | 22 %              | 24 %              | 21,9 % | 23,5 % | 26,1 % | 33,1 % | 30,9 % | 31,4 % |
| transmasculine             | 21,3 % | …                 | …                 | 19,3 % | 19,5 % | 18,8 % | 15,8 % | 14,2 % |        |
| Befragte „Gender-Diverse“: | 44.583 | 88 % (Alter) 12 % | 88 % (Alter) 12 % | 24.576 | 11.242 | 11.278 | 9.934  | 3.055  | 2.901  |
| Als Pronomen they (s. u.): | 79,2 % | 80 %              | 75 %              | 77,5 % | 79,5 % | 77,4 % | 80,5 % | 77,5 % | 74,4 % |

20 % aller Antwortenden wählten die Option „fraglich oder weiß nicht“ (questioning or unknown), 11 % wählten „Frau“ und 10 % „Girl“, 11 % wählten „Boy“ und 9 % „Mann“.
2018 hatte der Gender Census auch nach der bevorzugten Schreibweise gefragt: „nonbinary vs. non-binary“ – 45 % aller Antwortenden waren für die einfache und nur 28 % für die Bindestrich-Schreibung; Nichtbinäre stimmten 49 % zu 25 %.

## Sexuelle Identität
Eine nichtbinäre Geschlechtsidentität geht nicht einher mit einer bestimmten sexuellen Identität oder einer sexuellen Orientierung beziehungsweise romantischen Ausrichtung: Eine nichtbinäre Person kann ebenso unterschiedliche erotische Vorlieben und Einstellungen haben wie binärgeschlechtliche Personen und etwa auf Männer, auf Frauen oder auf beide Geschlechter orientiert sein oder auch nicht-sexuell sein. Dies kann für Nichtbinäre beispielsweise auf Online-Dating-Plattformen zu negativen Erfahrungen führen, wenn aus ihrer geschlechtlichen Identität fälschlich auf eine bestimmte sexuelle Identität oder Präferenz geschlossen wird.

## Geschichte

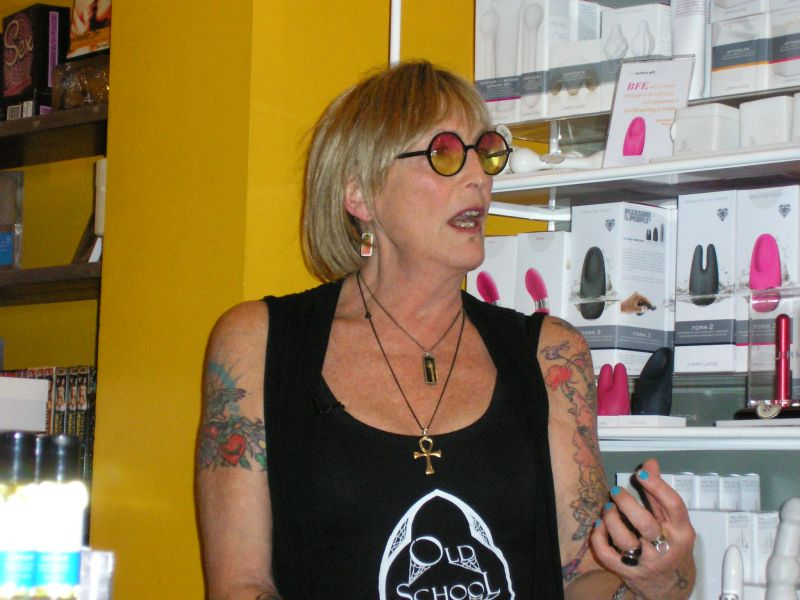
Kate Bornstein (* 1948), US-amerikanische Schauspielerin und Autorin, akzeptiert weibliche oder genderneutrale Pronomen (Foto: 2010)

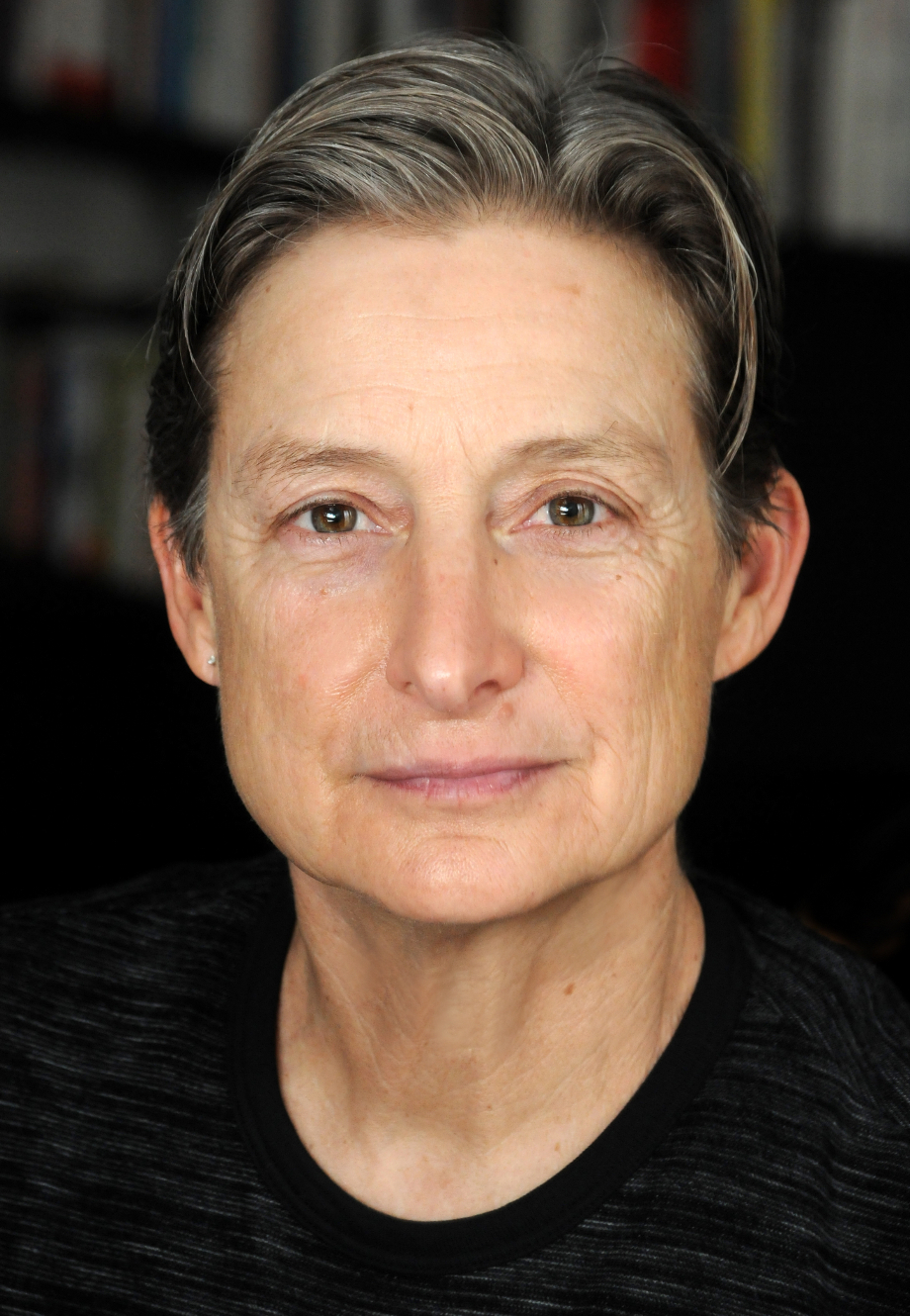
Judith Butler (* 1956), US-amerikanische Philosophin, veröffentlichte 1990 mit Gender Trouble neue Grundlagen der Geschlechterforschung, erklärte sich 2019 als nichtbinär, akzeptiert weibliche Pronomen (Foto: 2012)

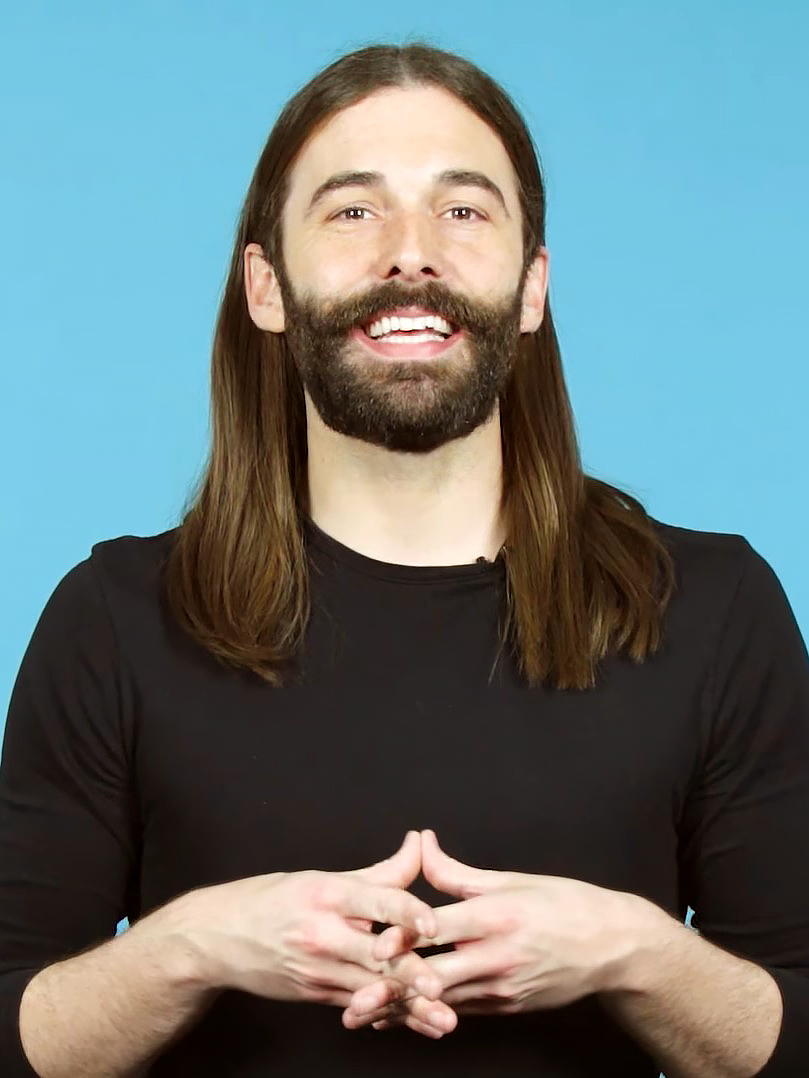
Jonathan Van Ness (* 1987), US-amerikanischer Friseur und Podcaster, erklärte sich 2019 als nonbinary, beansprucht aber weiterhin männliche Pronomen (Foto: 2018)

Im Jahr 1990 veröffentlichte die US-amerikanische Person Judith Butler (* 1956) ihr Buch Gender Trouble (deutsch: Das Unbehagen der Geschlechter), in dem Butler sowohl eine Naturgegebenheit des männlichen/weiblichen „Geschlechts“ als auch dessen ausschließliche Zweiteilung in Frage stellte. Sie schloss mit der Einschätzung: „Die kulturellen Konfigurationen von Geschlecht und Geschlechtsidentität könnten sich vermehren […], indem man die Geschlechter-Binarität in Verwirrung bringt.“ Seit 2019 definiert sich Butler als nichtbinär.
1994 erschien das Buch Gender Outlaw: On Men, Women, and the Rest of Us (etwa: „Geschlechtlich gesetzlos: Über Männer, Frauen und den Rest von uns“) der US-amerikanischen nichtbinären Schauspielerin und Autorin Kate Bornstein (* 1948). Sowohl die Gender Studies (Geschlechterforschung) wie auch die entstehende Queer-Theorie begannen, ihre Forschungsansätze um nichtbinäre Gender und Geschlechtsidentitäten zu erweiterten. Bornstein erneuerte ihre Bestandsaufnahme im Jahr 2010 mit dem Buch Gender Outlaws: The Next Generation.
Im englischsprachigen Raum kam die Bezeichnung „genderqueer“ Mitte der 1990er-Jahre auf, oft in Verbindung gesehen mit der US-amerikanischen Transgender-Aktivistin Riki Wilchins (* 1952), insbesondere aufgrund ihrer Mitherausgeberschaft der Artikelsammlung GenderQueer: Voices from beyond the Sexual Binary im Jahr 2002 (deutsch: GenderQueer: Stimmen von jenseits der Binärsexualität). Bereits 1995 verwendete Wilchins den Ausdruck im Newsletter In Your Face vor allem zur Argumentation gegen heteronormative Sexualregeln, aber auch gegen diskriminierende Geschlechterrollen. 1997 gab sie in ihrer Autobiografie an, sich als genderqueer zu identifizieren. Wilchins publizierte weiterhin aktivistisch und veröffentlichte 2017 eine eigene Artikelsammlung unter dem Titel Burn the Binary! („Verbrenn die Binarität!“).
Als neuter, als genderneutral erklärte sich 1997 Jim Sinclair öffentlich – eine intergeschlechtliche und autistische Person (* 1940), die als Mitinitiatorin und Aktivistin der internationalen Neurodiversitätsbewegung bekannt wurde.
Bereits 1973 erschien das Musical The Rocky Horror Show mit der Hauptfigur des Transvestiten Dr. Frank N. Furter – sein Schöpfer Richard O’Brien (* 1942) verstand sich früh als transgender und erklärte sich im Nachhinein als zwischen den Geschlechtern stehend, eher als ein drittes Geschlecht. 2013 sagte O’Brien der BBC: „Ich verstehe mich wahrscheinlich als rund 70 % männlich, 30 % weiblich.“ Die Coming-outs von berühmten Showstars und schauspielerisch Tätigen wie Sam Smith (2017) oder Elliot Page (2020) bewirkten eine internationale Aufmerksamkeit für das Thema der Nichtbinarität.
In Japan wird seit der Jahrtausendwende der Ausdruck „X-gender“ (x-jendā) verwendet als Selbstdefinition einer Geschlechtlichkeit außerhalb der zwei Kategorien „Mann“ und „Frau“ (etwa von den Manga-Zeichnern Yūki Kamatani und Yuu Watase).
2021
 Die südafrikanische Regierung verabschiedet Ende 2020 einen Gesetzentwurf, mit dem die siebte Ziffer der Identitätsnummer erweitert werden soll, um als Geschlecht der Person nicht nur „männlich/weiblich“ anzeigen zu können und genderneutrale Identitätskarten zu ermöglichen.
Im Mai 2021 wird in der kleinen Stadt Bangor im Nordwesten von Wales im Vereinigten Königreich eine nichtbinäre Person ins Bürgermeisteramt gewählt: Owen J. Hurcum, 23 Jahre, parteilos, nutzt das neutrale Pronomen they/them und hatte das Coming-out zwei Jahre zuvor. Es ist die erste nichtbinäre Person in einem solchen Amt in Europa – die zweite weltweit nach Tony Briffa 2010–2012 in Hobsons Bay im australischen Bundesstaat Victoria.
Zur gleichen Zeit wird Megan Rohrer in den USA mit 41 Jahren die erste Transgender-Person auf einem Bischofssitz (Grace Lutheran Church); Rohrer nutzt das genderneutrale they/them.
 Im Juli 2021 ist Argentinien das erste Land in Lateinamerika, das in Ausweisdokumenten eine Kennzeichnung für nichtbinäre Menschen einführt: Personalausweise und Reisepässe können als Geschlecht ein „X“ enthalten (Details). Bereits seit 2012 ist das Gesetz zur Geschlechtsidentität in Kraft, das eine Änderung des Geschlechtseintrags ohne psychiatrische Begutachtung oder geschlechtsangleichende Operation erlaubt. Uruguay hat seit Ende 2018 eine dritte Geschlechtsoption, Chile seit Anfang 2019 (siehe Staaten mit rechtlicher Anerkennung einer dritten Geschlechtsoption).
 Entwicklung im deutschsprachigen Raum
In Deutschland konnte seit 2013 der Geschlechtseintrag in der Geburtsurkunde offengelassen werden, falls das Neugeborene nicht eindeutig als Junge oder Mädchen einzuordnen war. 2018 wurde „divers“ als dritte Geschlechtsoption rechtlich verankert (siehe unten); 2019 folgte Österreich. Anfang 2021 bezog das Manifest #ActOut als Coming-out von 185 „Schauspieler:innen“ ausdrücklich auch nichtbinäre Identitäten ein.
 Im Juni 2021 trat eine aktualisierte Fassung des deutschen Achten Sozialgesetzbuchs (SGB VIII) in Kraft, die in § 9 Grundrichtung der Erziehung, Gleichberechtigung von jungen Menschen im 3. Absatz erstmals die Bezeichnungen „transidenten, nichtbinäre und intergeschlechtliche“ Personen aufführt und die Gleichstellung der Geschlechter fördern will:

„Bei der Ausgestaltung der Leistungen und der Erfüllung der Aufgaben sind […]

3. die unterschiedlichen Lebenslagen von Mädchen, Jungen sowie transidenten, nichtbinären und intergeschlechtlichen jungen Menschen zu berücksichtigen, Benachteiligungen abzubauen und die Gleichberechtigung der Geschlechter zu fördern.“

## Verbreitung

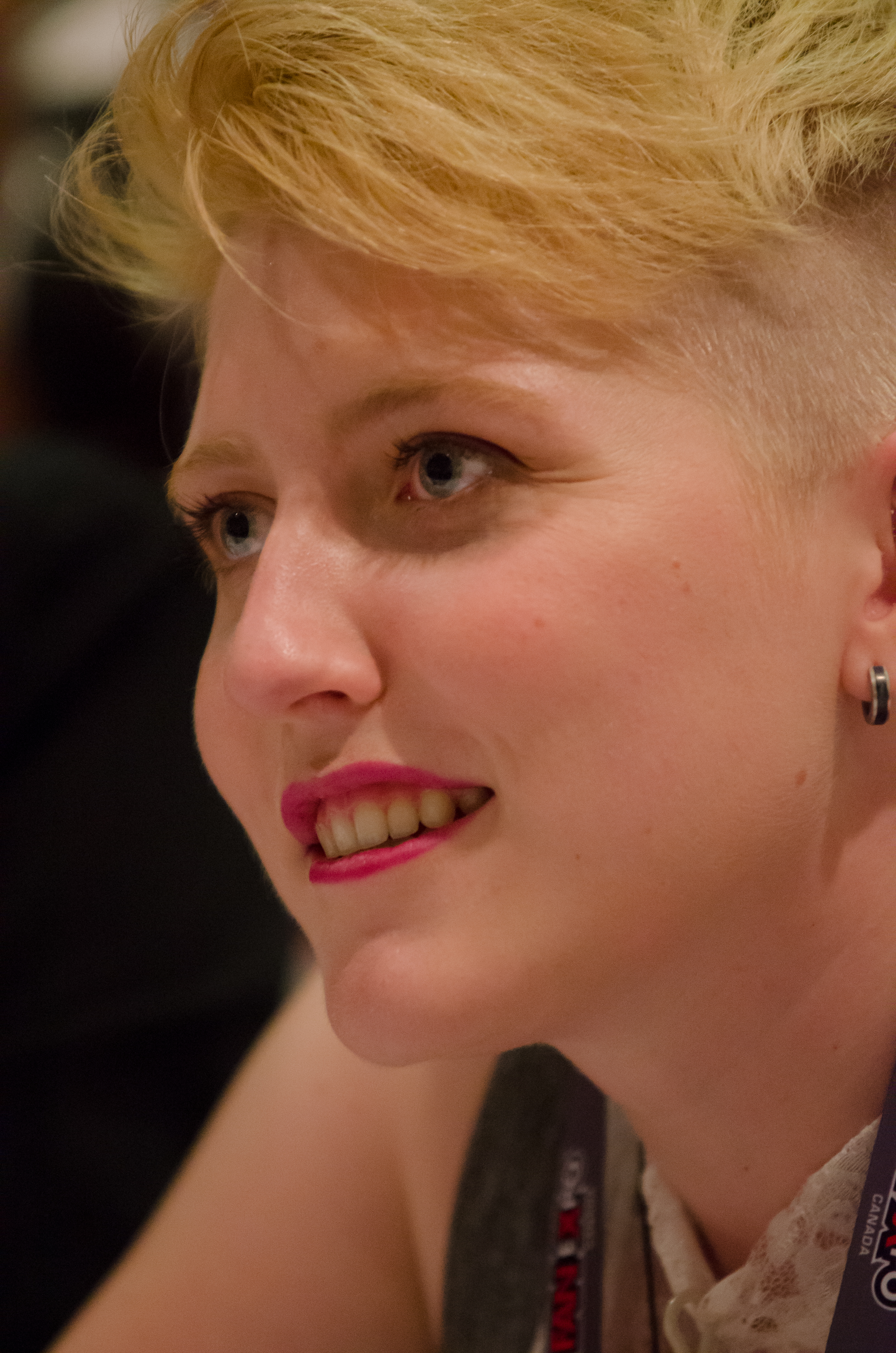
K Alexander (* 1992), tätig in der kanadischen Filmbranche, erklärt sich 2015 als non-binary und nutzt das neutrale Pronomen they (Foto: 2015)

Im Jahr 2011 führte die britische Kommission für Gleichberechtigung und Menschenrechte (Equality and Human Rights Commission) im Vereinigten Königreich eine Befragung durch, wobei knapp 0,4 % der 10.000 Befragten sich als nicht eindeutig männlich oder weiblich beschrieben (in another way).
2015 wurden zwei unterschiedliche Bevölkerungsgruppen in Belgien nach ihren Geschlechtsidentitäten befragt, dabei ordneten sich 1,8 % der als Mann geborenen und 4,1 % der als Frau geborenen Personen als gender ambivalent ein, definiert als sich in unterschiedlicher Ausprägung mit dem eigenen und dem anderen Geschlecht identifizierend.
Bei einer US-weiten systematischen Online-Umfrage des National Center for Transgender Equality (NCTE) im Jahr 2015 mit offener Teilnahme identifizierten sich 35 % der rund 28.000 Rückmeldenden als nichtbinär (non-binary/genderqueer), 82 % von ihnen waren einverstanden mit der Bezeichnung „transgender“ oder standen ihr neutral gegenüber.
 2018 ermittelte eine Studie unter rund 81.000 Studenten im US-Bundesstaat Minnesota einen Anteil von 2.170 Personen (2,7 %), die sich als transgender oder gender nonconforming bezeichneten. Als „gender nonconforming“ (auch offizieller LCCN-Identifikator) wurden Personen beschrieben, deren geschlechtlicher Ausdruck nicht den geschlechterordnenden Konventionen bezüglich Männlichkeit und Weiblichkeit folgt, und die sich als transgender identifizieren oder auch nicht. Demgegenüber identifizierten sich 97,3 % der Befragten als cisgender (mit ihrem Geburtsgeschlecht übereinstimmend). Im Jahr zuvor hatte eine US-Studie den Anteil an transgender Personen eingeschätzt auf 0,7 % im Alter von 13 bis 24 Jahren und auf 0,6 bis 0,5 % bei älteren Menschen; die Schätzungen ergaben eine Zahl von 1,55 Millionen transgender US-Amerikanern.
2019 fasste der Bereich Gender und Diversity der Universität Freiburg in einer Veröffentlichung zusammen, dass je nach Befragung und deren Umständen am wahrscheinlichsten zwischen 1,7 und 2,1 % einer Bevölkerung nichtbinär seien.
 2020 ermittelten die beiden US-amerikanischen studentischen Gesundheitsorganisationen American College Health Association (ACHC) und National College Health Assessment (NCHA) im Frühjahr in einer Online-Befragung von 50.300 Studierenden 3,7 % nichtbinäre Personen (1.844); 2,1 % aller Befragten bejahten, transgender zu sein, darunter 57 % der Nichtbinären (siehe Tabelle).
 Nichtbinarität im deutschsprachigen Raum
Für den deutschsprachigen Raum gab es lange keine belastbaren Zahlen, auch weil Umfragen nicht genauer unterschieden zwischen binären und nichtbinären trans- und intergeschlechtlichen Personen. 2016 antworteten bei der deutschen ZEIT-Vermächtnisstudie 102 der 3.104 Befragten (3,3 %), „entweder ein anderes Geschlecht zu haben als bei ihrer Geburt zugewiesen oder sich schlicht nicht als weiblich oder männlich zu definieren. Das heißt: Knapp 2,5 Millionen Deutsche“.
Mitte 2016 ermittelte eine Online-Umfrage unter knapp 12.000 Personen in der Europäischen Union zur Frage: „Identifizierst du dich als lesbisch, schwul, bisexuell oder transgender?“
- 6,0 % in 9 der 28 EU-Länder, die statistisch signifikante Ergebnisse lieferten
- 7,4 % in Deutschland
- 6,9 % in Spanien
- 6,5 % in Großbritannien
- 6,2 % in Österreich
- 1,5 % in Ungarn (letzter Rang)

Die Schweiz war nicht Teil der Studie. Zudem wurde nicht zwischen binären und nichtbinären Transgender-Identitäten unterschieden.
 Im Mai 2021 ermittelte eine Online-Umfrage des Markt- und Meinungsforschungsinstitut Ipsos bei 19.000 Personen im Alter von 16 bis 74 Jahren aus 27 Ländern, dass sich 4 % der Generation Z (geboren nach 1996) nicht als männlich oder weiblich identifizierten, während ältere Personen sich nur zu rund 1 % als transgender, nichtbinär, gender-nonkonform, genderfluid oder divers bezeichneten. In Deutschland nahmen 1.000 Personen an der Befragung teil (niemand aus anderen deutschsprachigen Ländern), 50 % von ihnen sprachen sich für Gesetze aus, welche die Diskriminierung von LGBT-Personen verbieten.

## Rechtliche Anerkennung

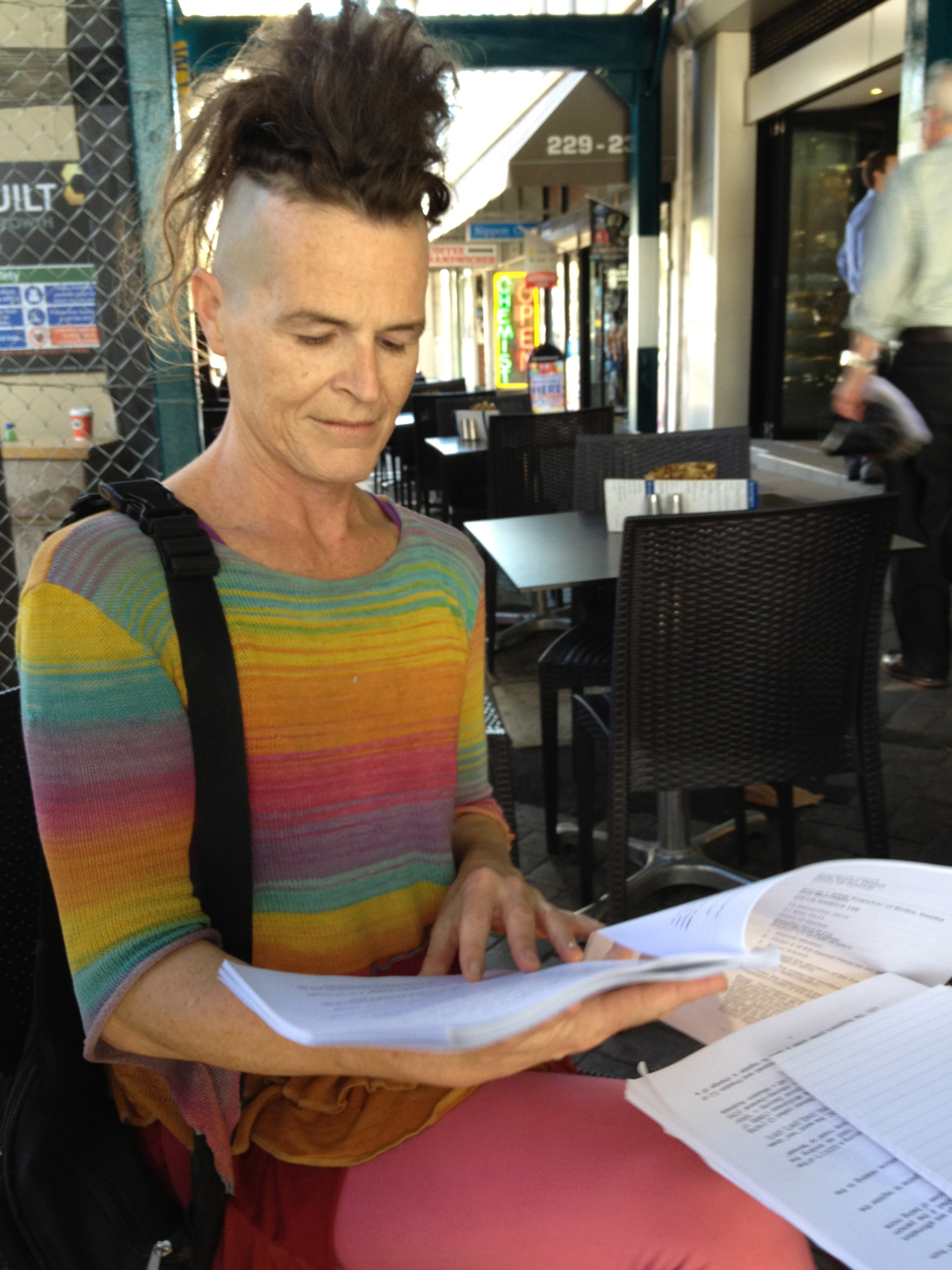
Norrie May-Welby (* 1961) erstritt im Mai 2013 in Australien die Möglichkeit eines unbestimmten Geschlechtseintrags, hier bei der Lektüre der Entscheidung des Obersten Gerichtshofs

Viele nichtbinäre Personen drücken ihre Identität im Alltag in einer Form aus, die mit dem ihnen bei Geburt zugewiesenen Geschlecht übereinstimmt, um sich an die vorherrschenden binären, zweigeteilten Geschlechterrollen anzupassen (siehe Geschlechterordnung, Geschlechtshabitus). Seit den 2010er-Jahren wächst das Bewusstsein sowie die Akzeptanz nichtbinärer Gender- und Geschlechtsidentitäten und ihrer Geschlechtsäußerungen, bedingt durch Selbstdarstellungen in sozialen Medien und medienwirksame Coming-outs von Künstlern (beispielsweise Elliot Page 2020) sowie befördert durch systematischere Studien.
Es gibt nur rund 20 Staaten weltweit, die eine dritte Geschlechtsoption ermöglichen, meist ein Eintrag als „X“ (Liste). In vielen Kulturen der Welt haben andere soziale Geschlechter eine lange Tradition, aber nur in wenigen Fällen sind sie rechtlich anerkannt und vor Diskriminierung geschützt (siehe Liste von dritten Geschlechtern).

### Geschlechtseintrag offengelassen oder „divers“
In Deutschland ist seit Ende 2013 die Geburt bei denjenigen Neugeborenen ohne Angabe zum Geschlecht ins Geburtenregister einzutragen, die weder dem weiblichen noch dem männlichen Geschlecht zugeordnet werden können (siehe Intergeschlechtlichkeit); in diesen Fällen ist der Geschlechtseintrag offenzulassen (siehe Dritte Geschlechtsoption im Personenstandsgesetz ab 2013). Der deutsche Ethikrat hatte allerdings im Februar 2012 der Bundesregierung empfohlen, neben männlich und weiblich als weitere Geschlechtsoption „anderes“ aufzunehmen. Der Psychologe Michael Wunder, Mitglied des Ethikrats, kommentierte die Gesetzesänderung: „Kein Eintrag sieht aus wie kein Geschlecht. Intersexuelle Menschen haben aber natürlich ein Geschlecht – ein anderes, was aber ganz unterschiedlich sein kann.“ Interessenverbände wie Zwischengeschlecht.org befürchteten, dass Eltern nun operative Eingriffe bevorzugen würden, statt ihrem Kind kein Geschlecht zuzuweisen.
Ende 2018 wurde mit dem § 45 im Personenstandsgesetz die neue Geschlechtskategorie „divers“ verankert als „dritte Option“ für Personen, die sich weder als Mann noch als Frau definieren (unabhängig von ihren biologischen Geschlechtsmerkmalen). Zuvor hatte das Bundesverfassungsgericht „der Beschwerde einer Inter*Person stattgegeben und entschieden, dass jenseits des binären Geschlechtermodells auch ein positiver Eintrag möglich sein muss“ (so die Antidiskriminierungsstelle des Bundes). Über den Zugang zum Geschlechtseintrag „divers“ herrschte zunächst Uneinigkeit, bis der Gesetzgeber schließlich im April 2020 festlegte, dass eine Personenstandsänderung nach § 45 des Personenstandsrechts ausschließlich für intergeschlechtliche Menschen möglich ist. Personen mit einer nichtbinären Geschlechtsidentität mussten stattdessen ein Verfahren nach dem Transsexuellengesetz (TSG) durchlaufen und konnten darüber ihren Geschlechtseintrag zu „divers“ ändern. Im Mai 2020 wurde gegen diese Regelung Verfassungsbeschwerde eingereicht.
Das Gesetz über die Selbstbestimmung in Bezug auf den Geschlechtseintrag (Selbstbestimmungsgesetz), welches das TSG im November 2024 abgelöst hat, ermöglicht es, dass Personen ihren Geschlechtseintrag auf „divers“ ändern oder ihn vollständig streichen lassen. Hierfür gibt es ein stark vereinfachtes Verfahren und es ist keine Begründung mehr notwendig.
In Österreich besteht seit Anfang 2019 in begründeten Fällen die Möglichkeit der nachträglichen Änderung des Geschlechtseintrags zu „divers“.

### Rechtliche Einschränkungen
Im Dezember 2019 verweist ein Artikel im Lifestylemagazin Vice darauf, dass selbst diejenigen Staaten, die eine dritte Geschlechtsoption in Ausweispapieren erlauben, nichtbinäre Personen in ihren Karteien als entweder männlich oder weiblich führen (Ausnahmen: Malta und Dänemark). Diese Art der Datenverwaltung könne zu Einschränkungen führen, beispielsweise in Bezug auf ein Eherecht, das nur die Heirat zwischen Männern und Frauen erlaube (vergleiche Heiratswunsch von Norrie May-Welby), oder bei der Einreise in andere Staaten oder auch bezüglich des Militärdienstes.

## Diskriminierung und psychische Gesundheit
Im Jahr 2008 wählten die meisten der fast 6.500 Befragten in der US-Studie National Transgender Discrimination Survey (nationale Umfrage zur Transgender-Diskriminierung) „ein hier nicht aufgezähltes Geschlecht“ (a gender not listed here). Diese Befragten verzichteten aus Angst vor Diskriminierung 9 Prozentpunkte (33 %) öfter auf medizinische Versorgung als die Befragten insgesamt (36 % im Vergleich zu 27 %). 90 % gaben an, Anti-Transgender-Diskriminierung bei der Arbeit ausgesetzt zu sein, und 43 % gaben an, einen Suizidversuch hinter sich zu haben.
2017 kam eine Studie von Transgender Europe (TGEU) in fünf europäischen Ländern zu dem Ergebnis, dass nichtbinäre Menschen im Gesundheitssystem verglichen mit anderen transgender Personen benachteiligt sind und für den Zugang zu transgender-spezifischen Gesundheitsdiensten oft nachweisen müssen, „ausreichend trans“ zu sein.
 Deutschland: DIW 2021
Anfang 2021 ergab eine Studie des Deutschen Instituts für Wirtschaftsforschung (DIW), dass sich „LGBTQI*-Menschen in Deutschland“ doppelt so oft einsam fühlen wie die restliche Bevölkerung, dreimal häufiger von Depressionen und Burnout-Syndromen betroffen sind und deutlich erhöhte Vorkommen von Herzkrankheiten, Asthma und chronischen Rückenschmerzen haben; 40 % der Trans-Personen leiden unter Angststörungen. Hingewiesen wird, dass die Forschung zum Wohlbefinden von LGBT-Personen noch in den Anfängen stecke; auch für die Politik bestehe dringender Handlungsbedarf, um Diskriminierung und Ausgrenzung zu verhindern. Von den 4511 Befragten gaben 133 an, ein „anderes Geschlecht“ zu haben (2,95 %).
 Mentale Gesundheit
Mitte 2021 befragte das Trevor Project in den USA fast 35.000 LGBT-Personen im Alter zwischen 13 und 24 Jahren (Generation Z) zu ihrer „mentalen Gesundheit“ (mental health). Von den Befragten gaben 38 % an, transgender oder nichtbinär zu sein, 44 % cisgender und 18 % unklar oder fragend (questioning). Die National Survey on LGBTQ Youth Mental Health 2021 ergab unter anderem folgende Ergebnisse, bezogen auf das gesamte Jahr 2020:
- Suizidversuch ernsthaft in Erwägung gezogen:

52 % der transgender/nichtbinären Personen
32 % der cisgender Personen
42 % aller Befragten
48 % aller unter 18 Jahren
34 % aller ab 18 Jahren
- Suizidversuch unternommen:

20 % der transgender/nichtbinären Personen
10 % der cisgender Personen
20 % aller unter 18 Jahren
09 % aller ab 18 Jahren
Von den transgender oder nichtbinären Personen klagten 70 % über schwere Depressionen (cisgender: 53 %). Von den transgender oder nichtbinären Personen, deren Pronomen-Wahl von ihren Mitbewohnern respektiert wurde, unternahmen nur halb so viele einen Suizidversuch im Vergleich zu denjenigen, deren Pronomen nicht respektiert wurden. Auch diejenigen, die ihren Namen oder ihr Geschlecht in offiziellen Dokumenten anpassen konnten, unternahmen deutlich weniger Suizidversuche.

## Personalpronomen und Anrede

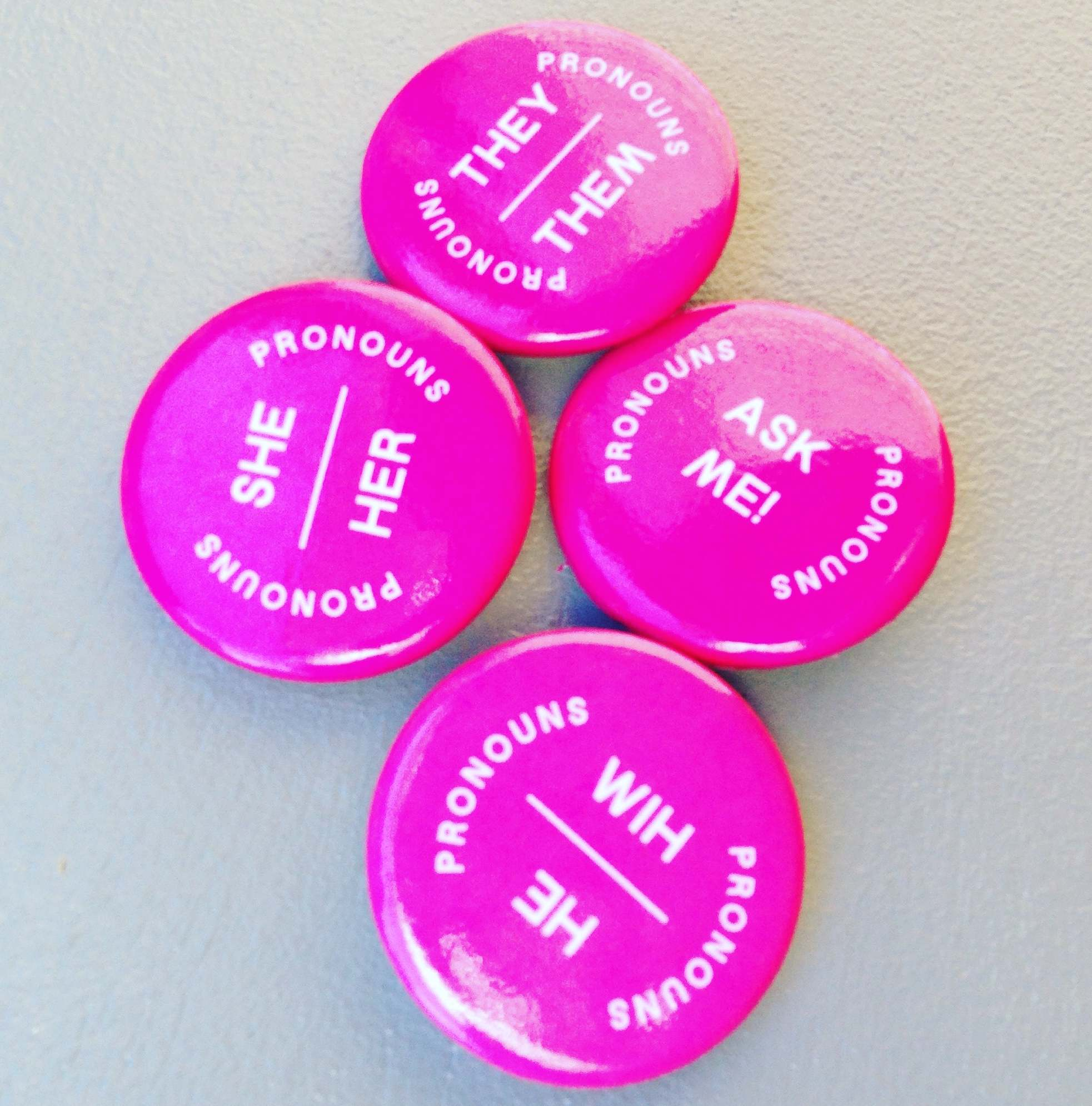
Anstecker, um Fragen nach dem angemessenen Pronomen zu beantworten:
„sie/ihr“ • „er/ihm“ • „sie/ihnen“ • „Frag mich!“
(auf dem XOXO Art and Technology Festival in Portland, Oregon 2016)

In vielen Sprachen gibt es Pronomen und Substantive, die traditionell binär-geschlechtlich markiert sind. Dies führt beim Sprechen über nichtbinäre Personen zu der Problematik, dass sie entweder sprachlich in eine der beiden binären Geschlechtskategorien eingeordnet werden müssen oder aber eine Modifikation der Sprache nötig wird, etwa durch neue oder anders genutzte Formen. Diese Problematik wird besonders häufig mit Bezug auf die Personalpronomen der dritten Person Singular sowie auf Formen der höflichen Anrede thematisiert.
In der englischen Sprache gibt es mit der singularen Verwendung des Pronomens they und der neuen Anredeform Mx. schon weit verbreitete Lösungen dieser Problematik, die bekannt genug sind, um in den meisten relevanten Kontexten ohne weitere Erläuterungen verwendet werden zu können. Für das Deutsche gibt es zahlreiche Lösungsvorschläge, aber keine weit verbreitete Lösung.

### Deutsche Sprache
Wenn im Deutschen über eine spezifische Person gesprochen wird, so hängt die Wahl zwischen den Personalpronomen er und sie genauso wie die Wahl zwischen Substantivpaaren wie Lehrer und Lehrerin normalerweise vom Geschlecht der genannten Person ab. Hier fehlen im konventionellen Sprachgebrauch Optionen für nichtbinäre Personen. Es gibt zahlreiche Vorschläge, um diesem Mangel entgegenzutreten. Während bei den Personalpronomen für viele das Prinzip im Vordergrund steht, dass jede nichtbinäre Person sich ein eigenes Pronomen aussuchen kann (häufig ein Neopronomen), liegt bei den Vorschlägen für Substantive der Fokus meistens stärker darauf, allgemein verwendbare Alternativen aufzuzeigen, die nicht nur für nichtbinäre Personen Verwendung finden können, sondern auch, um bei der nichtspezifischen Personenreferenz das generische Maskulinum zu ersetzen. Bei den Substantiven besteht darüber hinaus das zusätzliche Problem, dass Personenbezeichnungen meist abhängig vom Geschlecht der genannten Person im Maskulinum oder Femininum stehen, was die Wahl der darauf bezogenen Artikel und Adjektive beeinflusst, sodass auch Artikel und Adjektive in den Lösungsvorschlägen thematisiert werden.

#### Neopronomen
Unter deutschsprachigen nichtbinären Personen sind zahlreiche geschlechtsneutrale Neopronomen im Gebrauch. Laut einer Umfrage des Vereins für geschlechtsneutrales Deutsch vom Oktober 2022 sind die am meisten verwendeten dieser Neopronomen dey, hen, en, they und sier. Beliebte Deklinationen sind dey/deren/denen/dey, hen/hens/hem/hen und en/ens/em/en. Manche nichtbinäre Personen bevorzugen es, wenn beim Sprechen über sie gänzlich auf Pronomen verzichtet und stattdessen der Name verwendet wird. Das Pronomen en mit der Deklination en/ens/em/en ist auch die Empfehlung des Vereins für geschlechtsneutrales Deutsch in der Funktion als allgemeines geschlechtsneutrales Pronomen, zum Beispiel für eine Person, deren Geschlecht nicht bekannt ist, oder für eine unspezifische Person beliebigen Geschlechts („Wenn jemand das schafft, hat en einen Preis verdient.“).
 Neben den oben genannten Neopronmen ist auch der Vorschlag xier (Deklination: xier/xieser/xiem/xien) erwähnenswert, da es sich um einen relativ frühen Vorschlag handelt, der auch gelegentliche Verwendung in Presseberichten über nichtbinäre Personen findet, sowie bei Übersetzungen entsprechender fremdsprachiger Bücher, Filme und Comics (Beispiele: Das Land der Juwelen, Transparent: Xier unterwegs, Auf einem Sonnenstrahl). Ab 2009 entwickelte Illi Anna Heger dieses Personalpronomen zusammen mit den Possessivpronomen xiesa, xiese, xies und dem Artikel und Relativpronomen dier/dies/diem/dien.

#### Substantive, Artikel und Adjektive
Es gibt zahlreiche Vorschläge für geschlechtsneutrale Alternativen zu geschlechtlich markierten Ausdrücken wie der Lehrer und die Lehrerin. Teilweise werden etablierte Alternativen wie die Lehrkraft verwendet, wobei es aber nicht für alle Substantive solche Alternativen gibt. Zusätzlich zu solchen etablierten Alternativen wird im schriftlichen Sprachgebrauch über nichtbinäre Personen häufig das Gendersternchen verwendet: der*die Lehrer*in. Vor einem Vokal wird das Gendersternchen als Glottisschlag ausgesprochen. Teilweise wird das Gendersternchen auch in Formen verwendet, für die sich bisher keine als geschlechtsneutral erkennbare Aussprache etabliert hat, zum Beispiel diese*r.
Der Verein für geschlechtsneutrales Deutsch empfiehlt neue leicht aussprechbare geschlechtsneutrale Formen wie de Lehrere. Es handelt sich hierbei um ein grammatisch vollständiges Formensystem, das Inklusivum. Es wurde im Rahmen eines kollektiven Entscheidungsprozesses auf der Grundlage von Online-Diskussionen und Umfragen entwickelt, bei dem auch viele nichtbinäre Personen mitwirkten. Bei den Vorteilen gegenüber dem Genderstern verweist der Verein für geschlechtsneutrales Deutsch explizit auf die Aussprachethematik und vergleicht dabei den Satz „Die*der Gitarrist*in dieser Band ist mein*e ehemalige*r Nachbar*in.“ mit demselben Satz im Inklusivum: „De Gitarriste dieser Band ist mein ehemalige Nachbare.“
Ein weiterer Vorschlag ist das Entgendern nach Phettberg, bei dem die Substantive auf -y enden und im Neutrum stehen: das Lehry.

#### Anredeformen
Als Alternative zu den Höflichkeitsformen Frau [Nachname] und Herr [Nachname] bevorzugen viele nichtbinäre Personen, dass für sie einfach der vollständige Name (also [Vorname] [Nachname]) benutzt und auf einen Ersatz für Frau oder Herr verzichtet wird. Für den Fall, dass der Vorname nicht bekannt ist oder aus irgendeinem Grund die Analogie zu den traditionellen Höflichkeitsformen als wichtig angesehen wird, schlägt der Verein für geschlechtsneutrales Deutsch die Verwendung des Wortes Person vor: Person [Nachname].

#### Empfehlungen
2018 stellte der Rat für deutsche Rechtschreibung (RdR) in einem Bericht zur „geschlechtergerechten Schreibung“ fest, „dass der gesellschaftliche Diskurs über die Frage, wie neben männlich und weiblich ein drittes Geschlecht oder weitere Geschlechter angemessen bezeichnet werden können, sehr kontrovers verläuft. Dennoch ist das Recht der Menschen, die sich weder dem männlichen noch dem weiblichen Geschlecht zugehörig fühlen, auf angemessene sprachliche Bezeichnung ein Anliegen, das sich auch in der geschriebenen Sprache abbilden soll.“ Der Rat untersuche und beobachte weiterhin die verschiedenen Schreibweisen und Ausdrucksmittel wie Gendersternchen, Unterstrich (Gender-Gap) oder den Zusatz (m, w, d), wobei „d“ für die dritte Geschlechtsoption „divers“ steht. Die Frage nach genderneutralen Pronomen kam dabei aber nicht auf. Seit Juli 2023 erwähnt das Amtliche Regelwerk des Rats für Deutsche Rechtschreibung (RdR) den Gender-Doppelpunkt, das Gendersternchen und den Gender-Gap, wobei einerseits klargestellt wird, dass diese Wortbinnenzeichen nicht zum Kernbestand der deutschen Orthografie gehören, andererseits, dass sie eine Funktion erfüllen, die über die Funktion von bereits erfassten Verkürzungsformen wie Bürger/-innen hinausgeht.
 2019 schrieb das rheinland-pfälzische Familienministerium in seiner Handreichung „Geschlechtergerechte Sprache“, dass unter „transidenten und intergeschlechtlichen Menschen“ Pronomen zur Eigenbezeichnung diskutiert würden, und nennt das englische they sowie die neugeprägte deutsche Singularform „sier“ (als Zusammenziehung von „sie“ und „er“). Das Ministerium empfahl, sofern möglich bei der Anrede oder bei Anschreiben nur den Vor- und Familiennamen zu verwenden und „Herr“ oder „Frau“ wegzulassen. Dies entspricht auch den Empfehlungen der Antidiskriminierungsstelle des Bundes. Das Fürwort „sier“ benutzt beispielsweise Planningtorock, eine musikalisch und performerisch in Berlin tätige Person. In den Übersetzungen der preisgekrönten Wayfarer-Trilogie der Science-Fiction-Autorin Becky Chambers werden nichtbinäre Charaktere mit dem zusammengesetzten Pronomen „ser“ beschrieben.
 Im Dezember 2020 entschied das Oberlandesgericht Frankfurt am Main in einem Rechtsstreit: „Für das Auftreten in einer bestimmten Geschlechtsidentität ist nach allgemeinem Verständnis die Anredeform von zentraler Bedeutung […] Der Schutz des allgemeinen Persönlichkeitsrechts beginnt für Personen nicht-binären Geschlechts nicht erst mit erfolgter Personenstandsänderung“. Es ging dabei darum, ob bei einem Online-Formular eine Entscheidung zwischen der Anrede als „Herr“ oder „Frau“ zwingend verlangt werden könne. Stattdessen sei eine neutrale Grußformel wie „Guten Tag“ zu schaffen oder gänzlich auf eine geschlechtsspezifische Anrede zu verzichten.

### Englische Sprache

#### Das singulare Pronomen „they“
Im englischen Sprachraum ist für Nichtbinäre die singulare Verwendung von they in Bezug auf eine einzelne Person am meisten verbreitet; es entspricht ursprünglich der deutschen Pluralform „sie“. Statt über eine nichtbinäre Person zu sagen: he/she is a singer („er/sie ist ein/e Sänger/in“), heißt es in der Einzahl: they are a singer. Eine Ähnlichkeit besteht zu der deutschsprachigen Höflichkeitsform „Sie“, die ebenfalls mehrzahlig ist, aber auch für Einzelpersonen gilt und immer großgeschrieben wird: Können Sie singen?
Das älteste US-Wörterbuch Merriam-Webster’s Dictionary enthält seit September 2019 eine eigene Bedeutung für das Fürwort they:
„verwendet, um auf eine einzelne Person zu referieren, deren Geschlechtsidentität nichtbinär ist (siehe nonbinary Bedeutung C)“
“used to refer to a single person whose gender identity is nonbinary (see nonbinary sense c)”
Die Redaktion erklärte dazu, dass die Verwendung des pluralen they für einzelne Personen bereits ab dem späten 14. Jahrhundert belegt sei; auch die Wortform you („du“) sei ursprünglich eine Mehrzahlform (you are: „ihr seid“, aber auch: „du bist“). In seiner nichtbinären Bedeutung sei they ab den 1950er Jahren belegt.
Ende 2015 hatte die große US-Tageszeitung The Washington Post das Pronomen in seiner Bedeutung für nonbinäre Personen seinem Wortschatz beigefügt. Im März 2017 folgte die Nachrichten- und Presseagentur Associated Press (AP) und nahm die nichtbinäre Verwendung von they in ihr AP Stylebook auf. Im selben Jahr erschien eine erste Studie zur Verwendung geschlechtsneutraler Pronomen – bis dahin kamen sie in akademischen Texten kaum vor.
Der einflussreiche US-Styleguide The Chicago Manual of Style erlaubt das singulare they in seiner 17. Auflage 2018 im mündlichen sowie im informellen schriftlichen Sprachgebrauch; für den förmlichen schriftlichen Gebrauch wird es nur in Bezug auf individuelle Personen erlaubt, die sich mit den geschlechtlichen Fürwörtern he („er“) oder she („sie“) nicht identifizieren. Seit 2024 wird auch die generische Nutzung im Singular befürwortet. Auch das Oxford English Dictionary führt die nichtbinäre Bedeutung von they.
Im März 2019 kam eine dreiteilige Sprachstudie zu dem Ergebnis, dass die Verwendung neutraler Fürwörter die Akzeptanz von Frauen in öffentlichen Positionen und der LGBTI-Gemeinschaft erhöht. Ende 2019 wählte die nordamerikanische Gelehrtengesellschaft American Dialect Society das Pronomen they zum Wort des Jahrzehnts; ihr Wort des Jahres war (my) pronouns („[meine] Pronomina“). Erklärt wurden beide Kürungen damit, dass sich Pronomina als grundlegender Teil von Sprache auch zu einer Anzeige sozialer Trends entwickelt hätten. Bereits 2015 hatte die Gesellschaft they zum Wort des Jahres gewählt.
Seit Januar 2021 bietet die Website der US-Bundesregierung in Kontaktformularen eine Pronomen-Liste zur Selbstbezeichnung, die auch they/them enthält. Die Businesskontakt-Plattform LinkedIn führt im Juni 2021 die Auswahl und Anzeige von Personalpronomen ein: she/her („sie/ihr“), he/him („er/ihn“) und das nichtbinäre they/them.
Im Frühjahr 2021 erhielt erstmals eine neu entdeckte Tierart das geschlechtsneutrale Pronomen als Suffix (Nachsilbe): Strumigenys ayersthey ist eine Ameisenart, die Philipp Hoenle von der Technischen Universität Darmstadt 2018 in Ecuador gefunden hatte (benannt in Abstimmung mit dem REM-Sänger Michael Stipe). Das Suffix they solle für neue Arten verwendet werden, um jene zu ehren, die außerhalb des binären Geschlechts identifiziert werden wollen.
Ende 2021 empfahl Google Developers für die Softwareentwicklung die Verwendung des singularen they als genderneutrales Pronomen.

#### Befragungen zu Pronomen
Im Jahr 2015 gaben in den USA von rund 28.000 transgender Personen 84 % an, nicht die Fürwörter zu verwenden, die dem Geschlecht auf ihrer Geburtsurkunde entsprachen. Das National Center for Transgender Equality (NCTE) ermittelte in seiner systematischen Online-Umfrage:
| 37 % he…him („er…ihm“) 37 % she…her („sie…ihr“) 29 % they…them („sie…ihnen“ im Plural für eine Person) 20 % ohne spezielle Ansprüche 04 % wollten nur mit Namen und ganz ohne Fürwörter angesprochen werden 04 % nutzten Fürwörter, die nicht im Fragebogen standen |

35 % der 28.000 Befragten verstanden sich als nichtbinär/genderqueer.
 Anfang 2021 befragte der jährliche Gender Census von Cassian Lodge rund 44.500 „Gender-Diverse“ weltweit zu ihren Pronomen (übersetzt): „Wenn alle Fürwörter von allen akzeptiert und leicht zu lernen wären, welche würdest du gerne in Bezug auf dich verwendet sehen?“ Bei den Top 9 der Antworten führt they seit 2015:
| Pronomen (Fürwörter)                        | 2021   | < 31              | > 30              | 2020   | 2019   | 2018   | 2017   | 2016   | 2015   |
| ------------------------------------------- | ------ | ----------------- | ----------------- | ------ | ------ | ------ | ------ | ------ | ------ |
| they…them…their…theirs…themself (Singular)  | 79,2 % | 80 %              | 75 %              | 77,5 % | 79,5 % | 77,4 % | 80,5 % | 77,5 % | 74,4 % |
| he…him…his…his…himself (männlich)           | 33,8 % | 35 %              | 22 %              | 30,5 % | 30,8 % | 31,2 % | 27,9 % | 23,4 % | 21,8 % |
| she…her…her…hers…herself (weiblich)         | 31,7 % | 31 %              | 36 %              | 29,0 % | 29,0 % | 30,9 % | 29,2 % | 25,0 % | 23,9 % |
| – keine Pronomen, oder vermeiden (nur Name) | 12,6 % | 12 %              | 18 %              | 13,7 % | 10,3 % | 10,1 % | 10,7 % | 11,0 % | 13,2 % |
| it…its…its…itself                           | 9,3 %  | 10 %              | 4 %               | 5,6 %  | 4,4 %  | 4,5 %  | 4,7 %  | 4,8 %  | 5,7 %  |
| xe…xem…xyr…xyrs…xemself                     | 8,5 %  | 9 %               | 7 %               | 7,4 %  | 7,2 %  | 7,4 %  | 8,2 %  | 9,7 %  |        |
| fae…faer…faer…faers…faeself                 | 6,1 %  | 6 %               | 4 %               | 5,4 %  | 4,3 %  | 3,9 %  | 4,1 %  | 4,1 %  |        |
| e…em…eir…eirs…emself (Spivak-Pronomen)      | 4,3 %  | 4 %               | 6 %               | 4,6 %  | 5,2 %  | 5,3 %  | 4,8 %  | 7,4 %  | 9,3 %  |
| ze…hir…hir…hirs…hirself                     | 4,2 %  | 4 %               | 5 %               | 4,4 %  | 4,7 %  | 5,3 %  | 6,1 %  | 8,7 %  | 13,1 % |
| Befragte „gender-diverse“ Personen:         | 44.583 | 88 % (Alter) 12 % | 88 % (Alter) 12 % | 24.576 | 11.242 | 11.278 | 9.934  | 3.055  | 2.901  |
| Davon nonbinary (siehe oben):               | 68,2 % | 69 %              | 63 %              | 66,4 % | 66,6 % | 60,6 % | 65,8 % | 64,6 % | 63,7 % |

11 % der Befragten waren mit allen Pronomen einverstanden, 17 % akzeptierten mehrere in abwechselndem Gebrauch und 9 % wählten die Option „fragend oder weiß nicht“. Rund 35 % der 44.500 Beteiligten gaben an, nur eine Version der Pronomen für sich zu nutzen, ebenso viele nutzten zwei Pronomen oder akzeptierten ihre Verwendung (vor allem das männliche he und das genderneutrale they), 15 % akzeptierten drei und rund 4 % sogar vier unterschiedliche Pronomen.

#### Anredeformen
Die geschlechtsneutrale Anredeform Mx. nahm das Webster’s im Jahr 2016 auf zur möglichen Verwendung anstelle des binären Mr. (Herr) oder Ms. (Frau); die erstmalige Verwendung von Mx. sei 1977 in einem US-Elternmagazin belegt. Ein Jahr zuvor hatte das Traditionswörterbuch Oxford English Dictionary die Bedeutung von Mx als Titel ergänzt (in der britischen Schreibweise ohne Punkt). 2019 ermittelt der Gender Census unter 11.000 Befragten weltweit: 33 % wünschen das Weglassen eines Titels in der Ansprache, 31 % bevorzugen Mx., 8,7 % Mr. und 4,7 % Ms. Für genderneutrale (akademische) Abkürzungen wie prof. und dr. sprechen sich 5,5 % aus.
Der weltweite Gender Census befragte Anfang 2021 rund 44.500 „Gender-Diverse“ (übersetzt): „Angenommen, alle Anrede-Felder auf Formularen wären optional auszufüllen, welche Anredeform würdest du im Englischen für dich wollen?“ Nur 12 % der Befragten gaben an, über 30 Jahre alt zu sein. Bei den Top 10 der Antworten führt „ohne Titel“ seit 2019 wieder:
| Anrede (Titel)                      | 2021   | < 31 | > 30 | 2020   | 2019   | 2018   | 2017   | 2016   | 2015   |
| ----------------------------------- | ------ | ---- | ---- | ------ | ------ | ------ | ------ | ------ | ------ |
| ohne Titel                          | 34,7 % | 13 % | 34 % | 34,4 % | 33,0 % | 32,4 % | 30,8 % | 32,9 % | 50,3 % |
| Mx                                  | 24,7 % | 10 % | 25 % | 28,0 % | 31,3 % | 32,6 % | 29,6 % | 34,4 % | 32,0 % |
| Mr                                  | 8,2 %  | 3 %  | 9 %  | 8,6 %  | 8,7 %  | 8,5 %  | 5,0 %  | 3,0 %  | 4,8 %  |
| berufl./akadem. Titel (ungegendert) | 7,3 %  | 3 %  | 7 %  | 5,3 %  | 5,5 %  | 5,4 %  |        |        |        |
| Ms                                  | 4,9 %  | 2 %  | 5 %  | 4,9 %  | 4,7 %  | 5,7 %  | 2,8 %  | 2,6 %  | 3,6 %  |
| unbekannt                           | 4,3 %  | 2 %  | 5 %  | 3,9 %  | 3,5 %  | 3,2 %  | 4,4 %  | 2,4 %  |        |
| Miss                                | 3,7 %  | 2 %  | 4 %  | 3,3 %  | 3,1 %  | 3,5 %  | 2,4 %  | 1,8 %  | 3,3 %  |
| Ind („Individuum“)                  | 3,7 %  | 2 %  | 4 %  | 3,3 %  | 3,0 %  | 3,0 %  | 3,8 %  | 2,5 %  |        |
| nach Tagesstimmung                  | 3,6 %  | 1 %  | 4 %  | 2,7 %  | 2,2 %  | 2,0 %  | 1,4 %  | 1,0 %  |        |
| nichtbinärer Titel                  | 2,1 %  | 1 %  | 2 %  | 2,6 %  | 2,5 %  | 1,5 %  | 2,7 %  | 3,6 %  |        |

Ende Januar 2021 gehörte es zu den ersten Amtshandlungen des neuen US-Präsidenten Joe Biden, die genderneutrale Form Mx im Internetangebot der Regierung zur Verfügung zu stellen, damit Nichtbinäre dies bei Online-Kontakten zur Selbstbezeichnung wählen können. Die Website bietet dazu eine Liste von Pronomina zur Auswahl, darunter das neutrale „they/them“.

### Andere Sprachen
Französisch
In der französischen Sprache gibt es als Neuschöpfung das geschlechtsneutrale Pronomen iel (Plural iels), gebildet aus dem männlichen Pronomen il und dem weiblichen elle. Das Wörterbuch Le Petit Robert hat 2021 einen zunehmenden Sprachgebrauch festgestellt und im Oktober das Pronomen in seinen Wortschatz aufgenommen als Mittel der communication inclusive („inklusive Kommunikation“). Es entspricht etwa dem singularen they im Englischen. Der französische Bildungsminister Jean-Michel Blanquer hatte im Mai 2021 die Verwendung der so genannten écriture inclusive in Ministerien und Schulen untersagt; er sprach sich auch gegen das Neopronomen aus. Auf Kritik an seiner Aufnahme – Gebrauch: „bisher selten“ – reagierten die Herausgeber des Wörterbuchs: „Lassen Sie uns die Sache von der positiven Seite sehen: Dass die Kontroverse um unsere Sprache, ihre Entwicklung und ihre Verwendung manchmal lebhaft, manchmal stürmisch sein kann, ist nicht neu, wir können sogar ein hervorragendes Zeichen ihrer Vitalität erkennen.“ Die nichtbinäre Person Jul Maroh (zeichnet Comics) nutzt neben dem männlichen il auch das neutrale iel als Personalpronomen.
 Isländisch
In der isländischen Sprache gibt es das geschlechtsneutrale Pronomen hán als Zusammenfassung von „er/sie“, das dem schwedischen hen und dem finnischen hän nachgeahmt ist. In welchem Ausmaß sich das Pronomen durchsetzt ist noch nicht klar. 2019 wurde in Island das „Gesetz zur Geschlechterautonomie“ verabschiedet. Damit wurde einerseits die Geschlechtseindeutigkeit von Vornamen abgeschafft, andererseits wurde bei Nachnamen mit dem Kompositionselement -bur eine Option für nichtbinäre Personen eingeführt, neben -son (männlich „-sohn“) und -dóttir (weiblich „-tochter“). Im Unterschied zum deutschsprachigen Raum besteht ein isländischer Personenname meistens nicht aus Vor- und Familienname, sondern aus Vorname plus Vatername (Patronym), oder seltener Muttername. Familiennamen gibt es nur in Ausnahmefällen.

## Aktionstage
- 14. Juli:
Internationaler Tag der nichtbinären Menschen (International Non-Binary People’s Day: #NonBinaryDay),[144][145] zeitlich genau zwischen dem Internationalen Frauentag im März und dem Internationalen Männertag im November. Der Vorschlag hierzu wurde 2012 in einem kanadischen Blog veröffentlicht und in der Folge aufgegriffen;[146] 2019 berichtete unter anderen das US-Nachrichtenmagazin Newsweek darüber.[147] Als erste Stadt Deutschlands hisste Mannheims Verwaltung am 14. Juli 2021 vier Nonbinary-Pride-Flaggen am Rathaus.[145]

Weitere Aktionstage mit Beteiligung nichtbinärer Personen:
- 31. März:
Internationaler Tag für trans* Sichtbarkeit (International Transgender Day of Visibility: TDoV), seit 2009 begangen zur Demonstration der Leistungen und Erfolge von transgender und gender-nonkonformen Menschen.[148][149][150]
- 17. Mai:
Internationaler Tag gegen Homo-, Bi-, Inter- und Transphobie (International Day Against Homophobia, Transphobia and Biphobia: IDAHOBIT), seit 2005 begangen, um auf die Diskriminierung und Benachteiligung von Menschen aufgrund ihrer sexuellen Orientierung oder Geschlechtsidentität hinzuweisen.[151]
- Juni: Christopher Street Day (CSD), Erinnerungstag an die Stonewall-Ereignisse
- 11. Oktober:
Coming-out-Tag (Coming Out Day: COD), Aktionstag zum Thema „Coming-out“.[152]
- Oktober, dritter Mittwoch (19. Oktober 2022):
Internationaler Tag der Pronomen (International Pronouns Day), 2018 ins Leben gerufen von einer Initiative, um den Respekt und das Teilen von Personalpronomen (persönlichen Fürwörtern) sowie die allgemeine Bildung dazu zu verstärken.[153][154][155]
- 20. November:
Gedenktag für die Opfer von Transphobie (Transgender Day of Remembrance: TDoR), 1998 begründet von Gwendolyn Ann Smith, um der Opfer transphober Gewalt zu gedenken.[156][157]

## Flaggen
Es gibt verschiedene Flaggen, um das nichtbinäre Spektrum oder Teile davon zu repräsentieren, beispielsweise bei Pride-Paraden (englisch pride: „Stolz, Selbstwertgefühl“):
 Genderqueer
 = Androgynie oder Queersein, als Mischung von männlich/weiblich

 = Agender-Identitäten oder geschlechtliche Neutralität

 = Identitäten außerhalb des binären Systems oder ohne Bezug dazu (Komplementärfarbe des Lavendel-Farbtons)
Die Flagge wurde im Juni 2011 von Marilyn Roxie entworfen und unter Creative Commons freigegeben als Erweiterung der 1999 von Monica Helms entworfenen Transgender Pride Flag ().
 Genderfluid
 = Pink für Weiblichkeit

 = Weiß für alle Geschlechter

 = Lila für beide: Weiblichkeit und Männlichkeit

 = Schwarz für die Abwesenheit von Geschlecht

 = Blau für Männlichkeit
Die Flagge wurde 2012 von JJ Poole  unter dem Benutzernamen genderfluidity auf der Online-Plattform Tumblr entworfen.
 Nonbinary
 = Geschlechtsidentitäten außerhalb der Zweigeschlechtlichkeit

 = Personen mit vielen oder allen Geschlechtern (Farbton: „Kosmisch-Latte“)

 = Mischung von männlich/weiblich, oder dazwischen

 = Personen, die kein Geschlecht haben (wollen)
Die Flagge wurde im Februar 2014 von der/dem 17-jährigen nichtbinären Kye Rowan unter dem Benutzernamen thejasmineelf auf Tumblr entwickelt und unter Creative Commons gestellt, um die Genderqueer-Flagge von 2011 mit weiteren Ausprägungen zu ergänzen.
 Agender
 Schwarz und weiß stehen für Abwesenheit von Geschlecht, Grau für Teilgeschlechtlichkeit oder Halbgeschlechtslosigkeit, Grün repräsentiert nichtbinäre Geschlechtlichkeit (invers zu Lila: ohne Bezug zu männlich/weiblich).
Diese Flagge wurde 2014 von Salem X unter dem Benutzernamen transrants auf Tumblr entworfen.

## Filmkultur
Es gibt einige Filmprojekte von nichtbinären Personen oder über und mit ihnen:
- 1998 dreht die Hamburger Regisseurin Monika Treut in San Francisco in Kooperation mit WDR und Arte den Dokumentarfilm Gendernauts – eine Reise durch das Land der Neuen Geschlechter (englisch: A Journey through shifting identities); er gilt als das erste Gruppenporträt nichtbinärer Menschen.[165]
- Ab 2016 arbeiten die nichtbinären Filmemacher Owl Fisher und Fox Fisher an dem andauernden Filmprojekt My Genderation, das in vielen einzelnen Kurzfilmen das Leben und die Erfahrungen von transgeschlechtlichen und genderqueeren Personen porträtiert.[166]
- 2018 gründen Sandra Polchow, Kate Bergmann und Juli Lenz das Berlin Lesbian Non-Binary Filmfest (BLNfilmfest).[167][168]
Ende 2019 veranstalten sie ihr zweites Filmfestival mit thematischen Schwerpunkten wie „Rainbow-Family, Trans*gender im Sport, Queer*feminismus in der Musik und zugehörenden Film-Talks“.[169]
- 2018 erstellt das Wissenschaftsmagazin Quarks des WDR-Fernsehens die Dokumentation Junge oder Mädchen? Warum es mehr als zwei Geschlechter gibt, zu der mehrere Autoren Beiträge liefern: „Dabei gibt es Variationen – so häufig, dass immer mehr Forscher das Geschlecht als Kontinuum betrachten, auf dem ‚weiblich‘ und ‚männlich‘ nur die Endpole sind.“[170]
- 2018 erscheint die WDR-Dokumentation von Franziska Ehrenfeld, Insa Rauscher und Hannah Reineke: Männlich, weiblich – oder was? Leben mit dem dritten Geschlecht, in der drei intergeschlechtliche Personen die Suche nach ihrer geschlechtlichen Rolle schildern.[171]
- 2018 drehen die österreichischen Filmemacherinnen Constanze Grießler und Franziska Mayr-Keber für den Österreichischen Rundfunk (ORF) die Dokumentation Die Abschaffung der Geschlechter über Geschlechterrollen und ihre Auflösung, über Persönlichkeitsrechte intergeschlechtlicher Menschen und über gendergerechte Sprache.[172]
- 2020 auf der Berlinale hat der Dokumentarfilm Always Amber von Lia Hietala und Hannah Reinikainen seine Weltpremiere: Er handelt von der 17-jährigen Person Amber, die sich in Schweden als nichtbinär versteht und ihren Weg sucht. Der Film wurde größtenteils von den Jugendlichen mit Handy gefilmt und beschreibt in persönlichen Aufnahmen, wie wichtig ein tolerantes soziales Umfeld für die Entwicklung der eigenen Geschlechtsidentität ist.[173]
- 2020 dreht der Schweizer Filmemacher Manuel Gübeli für die 3sat-Reihe Ab 18! ein Porträt von Sascha Rijkeboer als nichtbinäre, aktivistische Trans-Person.[174][175][176][177]
- 2020 bis 2024 trat in der Star-Trek-Serie Star Trek: Discovery der nichtbinäre Mensch Adira Tal auf, dargestellt von der nichtbinären Person Blu del Barrio.[178][179] Davor traten bereits in anderen Star-Trek-Serien außerirdische Spezies auf, die vom binären Geschlechtssystem abweichen.[180] So hat die in Star Trek: Raumschiff Voyager auftretende Spezies 8472 fünf Geschlechter. Auch die Spezies der Rigelianer, die in verschiedenen Serien vorkommt, hat mehrere Geschlechter (vier oder fünf).[181] Bei Star Trek: Enterprise tritt die Spezies der Vissianer auf, bei ihr gibt es als drittes Geschlecht den Cogenitor.[182]
- 2021 dreht das ZDF-Kulturmagazin aspekte unter dem Titel Nonbinarität – Weder Mann noch Frau: Ausweg aus dem Geschlechterkampf? einen Bericht zum Queerfeminismus und interviewt unter anderem die nichtbinäre Schriftstellerin Sasha Marianna Salzmann und den warnenden Philosophen Christoph Türcke („Machbarkeitswahn“ von Geschlechtlichem).[183]
- Mitte 2021 zeigt das hr-fernsehen eine Reportage von Silke Kujas unter dem Titel agender – Mein Geschlecht ist mir egal! Robin, 25 Jahre, hat eine Hormonbehandlung sowie eine Brustentfernung hinter sich und sieht sich nach drei Jahren endlich angekommen als „geschlechtslos“. Für den Partner ist die Liebe zu Robin weiterhin personenbezogen, das Geschlecht spielt für ihn keine Rolle (vergleiche Pansexualität).[184]
- 2022 spielte Lea Drinda in der Serie Becoming Charlie eine nichtbinäre Person namens Charlie auf der Suche nach ihrer Identität.[185]